# Friedrich Hund
Friedrich Hund (4 de febrero de 1896 - 31 de marzo de 1997) fue un físico conocido por su trabajo en la estructura de átomos y moléculas.

## Carrera científica

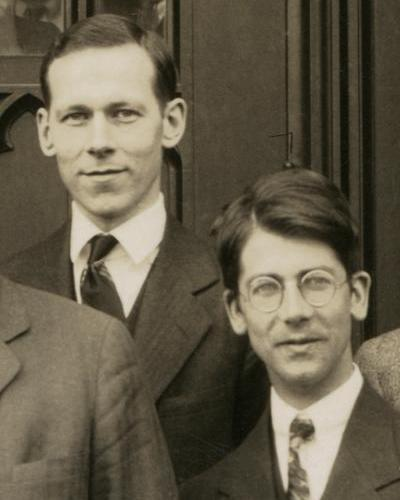
Robert Mulliken y Friedrich Hund
Chicago 1929

Friedrich Hund trabajó en las Universidades de Rostock, Leipzig, Jena, Fráncfort del Memo y Göttingen.
Hund colaboró con prestigiosos físicos como Schrödinger, Dirac, Heisenberg, Max Born y Walter Bothe. En ese momento, era asistente de Born, trabajando en la interpretación cuántica de las bandas espectrales de las moléculas diatómicas.
Después de sus estudios de matemáticas, física y geografía en Marburgo y Göttingen, trabajó como conferenciante privado de física teórica en Göttingen (1925), profesor en Rostock (1927), Universidad de Leipzig (1929), Jena (1946), Frankfurt/Main (1951) y nuevamente en Göttingen a partir de 1957. Además, estuvo en Copenhague (1926) con Niels Bohr y dio conferencias sobre el átomo en la Universidad de Harvard (1928). Publicó más de 250 artículos y ensayos en total. Hund hizo contribuciones fundamentales a la teoría cuántica, especialmente en lo que respecta a la estructura del átomo y a los espectros moleculares.
De hecho, Robert S. Mulliken, quien recibió el Premio Nobel de Química en 1966 por la teoría de los orbitales moleculares, siempre afirmó la gran influencia que tuvo el trabajo de Hund en el suyo y que habría compartido con gusto el Premio Nobel con Hund. En reconocimiento a la importancia de las contribuciones de Hund, a menudo se hace referencia a la teoría de orbitales moleculares como la teoría MO de Hund-Mulliken. La regla de Hund para la máxima multiplicidad es otro epónimo y, en 1926, Hund descubrió el llamado efecto túnel o tunelamiento cuántico.
Los casos de Hund, que son regímenes particulares en el acoplamiento de momento angular de moléculas diatómicas, y las reglas de Hund, que gobiernan las configuraciones electrónicas atómicas, son importantes en espectroscopia y química cuántica. En química, la primera regla, la regla de Hund para la máxima multiplicidad, es especialmente importante y a menudo se conoce simplemente como la Regla de Hund.

## Vida personal
Hund se casó con la matemática Ingeborg Seynsche (1905–1994) en Barmen el 17 de marzo de 1931. La familia tuvo seis hijos: el jugador de ajedrez y matemático Gerhard Hund (n. 1932), Dietrich (1933–1939), Irmgard (n. 1934), Martin (1937–2018), Andreas (n. 1940) y Erwin (1941–2022). La gran maestra de ajedrez Barbara Hund (n. 1959) y la jugadora de ajedrez Isabel Hund (n. 1962) son sus nietas.
Hund está enterrado en el Múnich Waldfriedhof.

## Honores
Hund fue miembro de la Academia Internacional de Ciencias Moleculares Cuánticas. Recibió la Medalla Max Planck en 1943.

## Legado
En ocasión de su 100º cumpleaños, se publicó el libro: Friedrich Hund: Geschichte der physikalischen Begriffe [Historia de los Conceptos Físicos] (Heidelberg, Berlín, Oxford), Spektrum, Akademie Verlag 1996, ISBN 3-8274-0083-X. También se escribió una reseña por Werner Kutzelnigg.

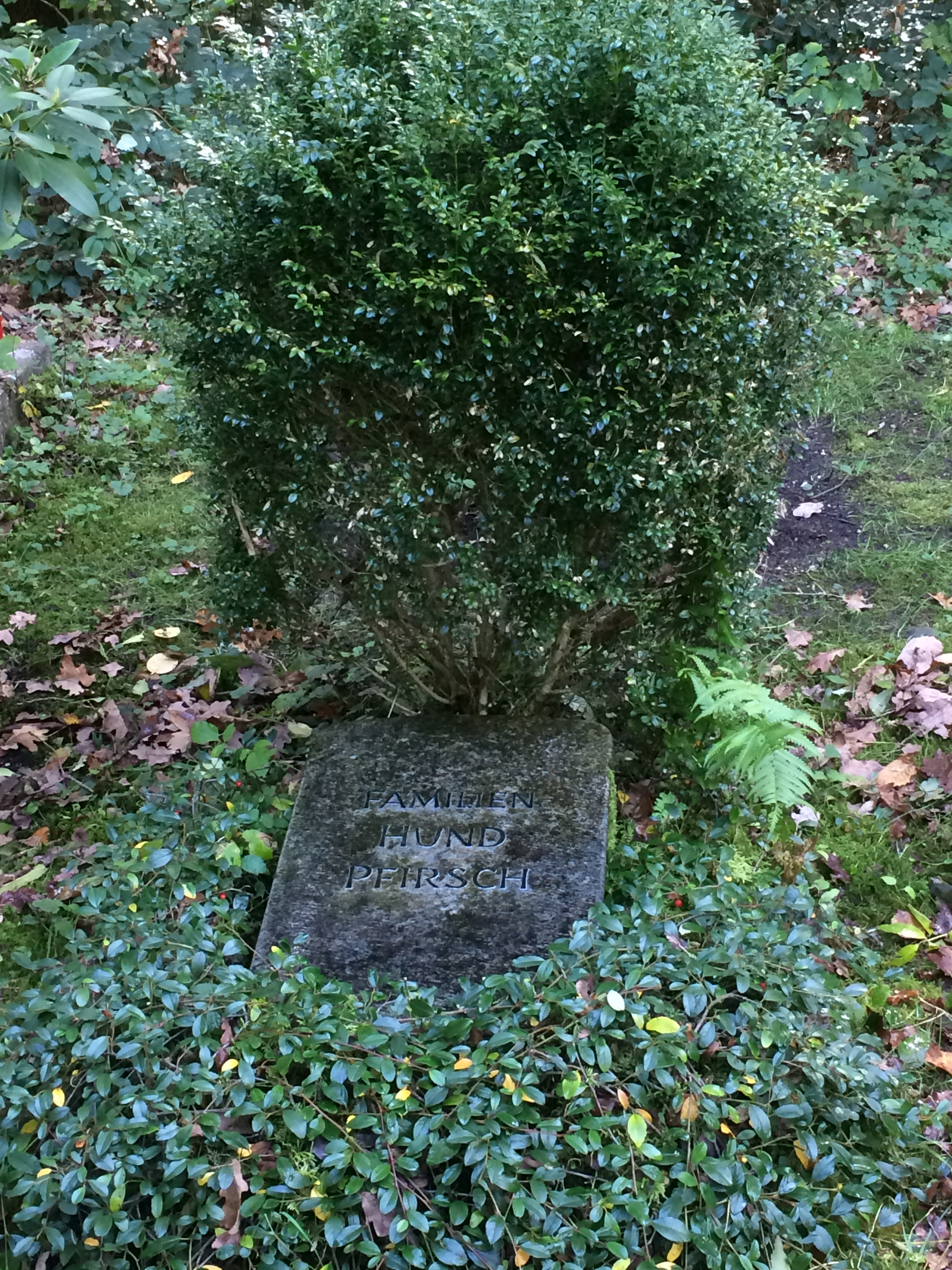
Tumba de la familia Hund-Pfirsch en el Múnich Waldfriedhof, donde también está enterrado Friedrich Hund

Además de los muchos honores que se le otorgaron, Friedrich Hund se convirtió en ciudadano honorario de Jena/Saale, y una calle en Jena lleva su nombre. En junio de 2004, una parte de un nuevo edificio del Departamento de Física en Göttingen recibió la dirección Friedrich-Hund-Platz 1. El mismo nombre fue elegido para el Instituto de Física Teórica de la Universidad de Göttingen.